# Jason Kokrak

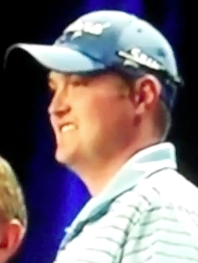
Jason Kokrak, 2012.

Jason Kokrak, född 22 maj 1985 i North Bay, Ontario i Kanada, är en amerikansk professionell golfspelare som spelar för Liv Golf. Han har tidigare spelat bland annat på PGA Tour och Korn Ferry Tour.
Kokrak har vunnit tre PGA-vinster och två Korn Ferry-vinster. Hans bästa resultat i majortävlingar är delad 14:e plats vid 2022 års The Masters Tournament. Utöver det slutade Kokrak även på en delad nionde plats vid 2021 års The Players Championship.
Han studerade vid Xavier University och spelade golf för deras idrottsförening Xavier Musketeers.